# Scaphorhina laeviceps
Scaphorhina laeviceps är en skalbaggsart som beskrevs av Moser 1924. Scaphorhina laeviceps ingår i släktet Scaphorhina och familjen Melolonthidae. Inga underarter finns listade i Catalogue of Life.